# Brea de Tajo
Brea de Tajo település Spanyolországban, Madrid tartományban. Brea de Tajo Mondéjar, Almoguera, Estremera és Valdaracete községekkel határos. Lakosainak száma 579 fő (2024).

## Népesség
A település népessége az utóbbi években az alábbiak szerint változott:
| Lakosok száma | 448  | 475  | 523  | 515  | 572  | 568  | 539  | 524  | 541  | 579  |
|               | 2001 | 2004 | 2007 | 2009 | 2012 | 2014 | 2017 | 2019 | 2022 | 2024 |